# Суарес, Клаудио
Кла́удио Суа́рес Са́нчес (исп. Claudio Suárez Sánchez; род. 17 декабря 1968, Тексоко, Мехико) — мексиканский футболист, защитник. Экс-рекордсмен по количеству матчей за сборную Мексики — 176.

## Биография
Прозвище «Император» Суарес получил в первом своём клубе «УНАМ Пумас», где он играл в 1988—1996 гг. Двукратный чемпион Мексики: 1990/91 (в составе «УНАМ»), 1997 (турнир Verano, в составе «Гвадалахары»).
Провёл за сборную Мексики 178 матчей в 1992—2006 гг., забил 6 мячей. Участник чемпионатов мира 1994, 1998 и 2006 годов.
На чемпионате мира 2002 года не сыграл, поскольку получил перелом ноги на тренировке.
Рекорд Суареса по матчам за сборную Мексики в 2022 году побил Андрес Гуардадо.
Хорошо играл позиционно, обладал неплохой скоростью. Кумиром Суареса является мексиканский форвард Уго Санчес. Суарес женат, имеет троих детей.
25 марта 2010 года объявил о завершении игровой карьеры.